# José Alberto Albano do Amarante
José Alberto Albano do Amarante (* 13. November 1935 in Campo Grande, Mato Grosso do Sul; † 3. Oktober 1981) war ein brasilianischer Elektroingenieur, Physiker und  Luftwaffenoffizier.
Amarante war der Sohn des Landwirtschaftsingenieurs Angelus da Rocha Albano (1917–?), einer seiner jüngeren Brüder ist der Wissenschaftler und General José Carlos Albano do Amarante (* 1942), ein anderer der Chemiker José Oswaldo Albano do Amarante (* 1946). Sein Großvater väterlicherseits war der Lyriker José de Abreu Albano (1882–1923). Er war mit Vera Maria Cruz (* 1937) verheiratet und hinterließ drei Töchter.

## Laufbahn
Amarante begann zunächst seine Karriere mit dem Eintritt in die Kadettenschule der brasilianischen Luftwaffe, es folgte ein Studium des Elektronikingenieurswesens am Instituto Tecnológico de Aeronáutica (ITA), das er 1966 mit cum laude abschloss. Den Master of Science (M.Sc.) erlangte er 1971 am California Institute of Technology (Caltech) in Pasadena in Kalifornien. An der Universidade Estadual de Campinas (Unicamp) promovierte er 1973 in Physik mit der Arbeit O principo de divergencia da corrente tensorial e sua aplicação ao estudo de mesons de spin 1.
Bereits 1972 war er in das Centro Técnico Aeroespacial (CTA) eingetreten und leitete dort eine Forschergruppe, die die Uran-Anreicherung durch Laserbestrahlung erforschte. Ziele der Nuklearforschung waren die Erreichung von Unabhängigkeit auf dem Energiesektor bedingt durch die Ölkrise und die Anwendungen in der Luft- und Raumfahrt bedingt durch den brasilianischen Wunsch, Atommacht zu werden.  Als Direktor im Centro Técnico Aeroespacial war er ebenso an den Forschungen für das brasilianische Atom-U-Boot-Programm beteiligt, das in das von Präsident Ernesto Geisel geschaffene geheime Nuklearprogramm (Programa Nuclear Paralelo) integriert war.
Seine militärische Laufbahn führte ihn bis zum Rang eines Oberstleutnants der Luftwaffe (tenente-coronel aviador). Er war an verschiedenen strategischen Planungen der brasilianischen Luft- und Raumfahrt beteiligt, ebenso in der Zeit der Militärdiktatur an der  Vorbereitung des Deutsch-Brasilianischen Atomvertrages von 1975. In seiner Militärfunktion leitete er in den späten 1970er Jahren als Direktor das Laboratório de Estudos Avançados des Centro Técnico Aeroespacial. Zu seinen Planungen ab 1978 gehörte auch das nach seinem Tod  in São José dos Campos errichtete militärisch orientierte  Instituto de Estudos Avançados (IEAv).

## Mysteriöse Todesumstände
Im Oktober 1981 starb er gemäß offiziellen Berichten innerhalb zweier Wochen an Leukämie. Seine Familie behauptete, dass er durch die Geheimdienste der Vereinigten Staaten und Israels ermordet wurde, um zu verhindern, dass Brasilien zur Atommacht aufsteigt. Wenig später wurde ein Mossad-Agent mit dem Namen Samuel Giliad, der zu jener Zeit in São José dos Campos wirkte und unmittelbar nach Amarantes Tod das Land verlassen hatte, als möglicher Mörder vermutet.

## Ehrungen
Bei Gründung des Instituto de Estudos Avançados (IEAv) 1982 wurde Amarante posthum zum Patron des Instituts erwählt.
1990 nannte sich der gemeinnützige Verein „Grêmio de IEAv“, der sich um medizinische Versorgungsbelange kümmert, in Grêmio José Alberto Albano do Amarante um. Im Jahr 2006 wurde Amarante aufgrund seiner Verdienste Namenspatron der Straße Trevo Coronel Aviador José Alberto Albano do Amarante im Ortsteil Putim in São José dos Campos im Bundesstaat São Paulo.